# Pasias
Genre
Pasias est un genre d'araignées aranéomorphes de la famille des Thomisidae.

## Distribution
Les espèces de ce genre se rencontrent en Inde et aux Philippines.

## Liste des espèces
Selon World Spider Catalog (version 18.0, 17/02/2017) :
- Pasias luzonus Simon, 1895
- Pasias marathas Tikader, 1965
- Pasias puspagiri Tikader, 1963

## Publication originale
- Simon, 1895 : Histoire naturelle des araignées. Paris, vol. 1, p. 761-1084 (texte intégral).